# Nadir Uğrun Perçin
Nadir Uğrun Perçin (ur. 21 sierpnia 1977) – turecka zapaśniczka walcząca w stylu wolnym. Zajęła szóste miejsce na mistrzostwach świata w 2002. Siódma na mistrzostwach Europy w 2001, 2002 i 2003. Srebrna medalistka igrzysk śródziemnomorskich w 2001; siódma w 2005. Wicemistrzyni świata w zapasach na plaży w 2006 roku.